# 宮村 (宮城県)
宮村（みやむら）は、1955年（昭和30年）まで宮城県刈田郡の北部にあった村。現在の蔵王町宮および遠刈田温泉（同旭町・寿町・栄町・仲町・本町を含む）にあたる。

## 地理
- 山：青麻山、蔵王連峰（馬ノ神岳、屏風岳、杉ヶ峰、前山、刈田岳、五色岳、蔵王山、前烏帽子岳、後烏帽子岳）
- 河川：松川、濁川

## 沿革
- 1889年（明治22年）4月1日 - 町村制施行にともない、旧来の宮村単独で村制施行。
- 1955年（昭和30年）4月1日 - 円田村と合併し、蔵王町となる[1]。

## 行政

### 歴代村長
| 代 | 氏名       | 就任                       | 退任                       | 備考 |
| -- | ---------- | -------------------------- | -------------------------- | ---- |
| 1  | 佐藤貞治   | 明治22年（1889年）4月23日  | 不詳                       |      |
| 2  | 佐藤左右輔 | 明治23年（1890年）10月7日  | 不詳                       |      |
| 3  | 二瓶貞吉   | 明治25年（1892年）8月16日  | 不詳                       |      |
| 4  | 佐藤雄治   | 明治28年（1895年）2月27日  | 不詳                       |      |
| 5  | 堤栄左ェ門 | 明治35年（1902年）9月25日  | 不詳                       |      |
| 6  | 佐藤雄治   | 明治36年（1903年）12月19日 | 明治40年（1907年）8月23日  | 再任 |
| 7  | 阿部養治   | 明治41年（1908年）6月2日   | 明治44年（1911年）3月31日  |      |
| 8  | 佐藤貞助   | 明治44年（1911年）10月24日 | 大正8年（1919年）4月5日    |      |
| 9  | 堤栄左ェ門 | 大正8年（1919年）9月22日   | 昭和4年（1929年）3月29日   | 再任 |
| 10 | 我妻貞亮   | 昭和4年（1929年）4月12日   | 昭和18年（1943年）1月8日   |      |
| 11 | 阿部平治   | 昭和18年（1943年）2月2日   | 昭和21年（1946年）11月30日 |      |
| 12 | 佐藤清四郎 | 昭和22年（1947年）4月6日   | 昭和26年（1951年）4月5日   |      |
| 13 | 我妻善雄   | 昭和26年（1951年）4月27日  | 昭和30年（1955年）3月31日  |      |

## 交通

### 鉄道
- 仙南温泉軌道：遠刈田駅
※仙南温泉軌道は昭和12年（1937年）に廃止

## 名所・旧跡など
- 遠刈田温泉
- 御釜
- 三階の滝
- 刈田嶺神社 (蔵王町宮)
- 刈田嶺神社 (蔵王町遠刈田温泉)